# جرج دانیلز (بازیکن فوتبال، زاده ۱۸۹۸)
جرج دانیلز (انگلیسی: George Daniels؛ ۷ دسامبر ۱۸۹۸ – ۱۹۹۵ (۹۶−۹۷ سال)) بازیکن فوتبال اهل پادشاهی متحد بریتانیای کبیر و ایرلند بود.